# N203 (België)
De N203 is een korte gewestweg die in de Belgische gemeente Halle de N203a/E429 met de N28 verbindt. Een deel van de N203 vormt het zuidelijk gedeelte van de kleine ring rond Halle.

## Traject
De N203 begint aan de N203a/E429 en eindigt bij de N28. De route heeft een lengte van ongeveer 2 kilometer.

## Straatnamen
De N203 heeft de volgende straatnamen:
- Welkomstlaan
- Edmond Nerincxstraat
- Leopold Deboeckstraat

## N203a
De N203a is een gewestweg die het verlengde is van de A8 en omheen Halle loopt om vervolgens aan te sluiten op de R0. De weg staat ook bekend als de grote ring rond Halle. De lengte van de weg bedraagt 3 kilometer.
De N203a maakt over de gehele lengte deel uit van de E429. Op termijn zullen er verbeteringen worden aangebracht aan de N203a met eventueel ombouw tot volledige verlenging van de A8 tot aan de R0. De Vlaamse regering liet een streefbeeldstudie voor de A8-N203a opmaken. Hieruit bleek de ombouw van de N203a tot autosnelweg niet haalbaar. Daarom stelde het departement MOW en het agentschap infrastructuur Vlaams-Brabant voor: een verlenging van de A8 tot knooppunt Hoog-Itter (de oude A202). Bovendien blijft zo de keuze voor beide zijden van de R0 open. Er werd gevraagd dat het Vlaams Gewest deze visie bespreekt met en bepleit bij het Waals Gewest.
Uiteindelijk werd in 2011 toch beslist om de A8 via Halle met de R0 te verbinden via het tracé van de N203a. Deze zal in een tunnel aangelegd worden nabij de stadskern van Halle. Door een tekort aan middelen bij de Vlaamse Regering zijn deze werken voorlopig uitgesteld.

## N203z
De N203z is een verbindingsweg in Halle tussen de N28 en de N203 met een lengte van ongeveer 450 meter. De weg verloopt via de Albertstraat en is ingericht als eenrichtingsverkeer van zuidwest naar noordoost. De N203 in tegenovergestelde richting gaat via de Leopold Deboeckstraat.
R-wegen:
R0 · R1 · R2 · R3 · R4 (R4a · R4z) · R5 (R5a) · R6 · R7 · R8 · R9 · R10 · R11 (R11a) · R12 · R13 · R14 · R15 · R16 · R18 · R20 (R20a · R20b) · R21 (R21a · R21b · R21c · R21d) · R22 (R22a · R22z) · R23 (R23z) · R24 · R25 · R26 · R27 (R27a) · R30 (R30a · R30b) · R31 · R32 · R33 · R34 · R35 · R36 (R36z) · R40 (R40a) · R41 · R42 · R43 · R50 · R51 · R52 · R53 · R54 · R55 · R61 (R61a) · R62 · R70 · R71 · R72 · R73
N-wegen die (gedeeltelijk) een ringweg omvatten:
N1 · N3 · N4 · N6 · N7 · N8 · N9 · N13 · N17 · N27 · N27a · N28 · N29 · N31 · N32 · N34 · N35 · N36 · N37 · N38 · N39 · N41 · N44 · N46 · N47 · N49 · N50 · N55 · N60 · N60d · N70 · N71 · N72 · N73 · N75 · N76 · N78 · N80 · N81 · N82 · N90 · N92 · N113 · N153 · N203 · N203a · N390 · N405 · N416 · N441 · N473 · N498 · N556 · N700 · N712 · N712b · N717 · N722 · N725 · N748 · N750 · N769 · N967